# Robert E. Lee
Robert Edward Lee (Stratford Hall, Virginia, 1807. január 19. – Lexington, Virginia, 1870. október 12.) amerikai katonatiszt, hadmérnök, egyetemi rektor, az amerikai polgárháborúban a Konföderáció seregében tábornok, majd főparancsnok.

## Élete

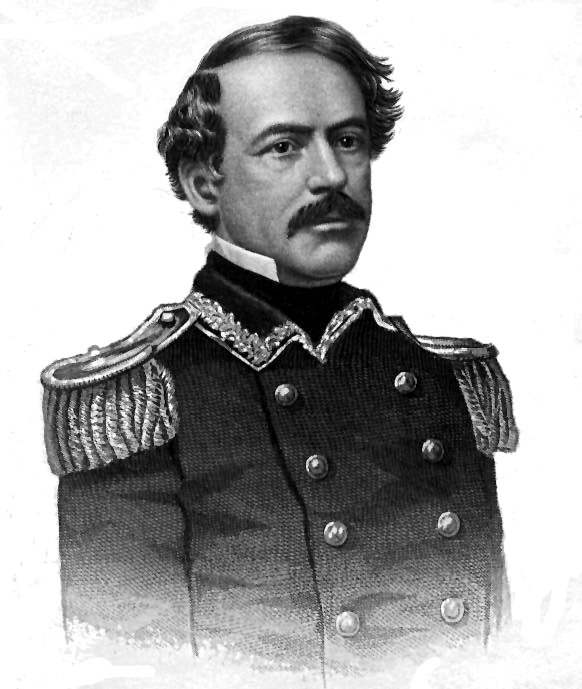
Robert E. Lee őrnagyként 1847 körül

Lee a Virginia állambeli Westmoreland megyében található Stratfordban született gazdag ültetvényes család gyermekeként. Ősei 1639-ben vándoroltak az Újvilágba az angliai Shropshire-ból, amely Wales határán fekszik. Apja, Richard Lee a függetlenségi háború veterán lovastisztje volt, George Washington jóbarátja és három alkalommal Virginia kormányzója. Híres volt lovassági támadásairól, amelyeket a britek ellen intézett. Az anya, Ann Carter régi ültetvényes családból származott. Richard Lee többször ült börtönben rendezetlen adósságok miatt, 1813-ban elmenekült az Egyesült Államokból. Az anya szorgalommal nevelte gyerekeit takarékosságra, hitre. Fia az episzkopális egyház híve lett.
Lee 1825-ben beiratkozott a a New York állambeli West Point erődben működő Egyesült Államok Katonai Akadémiájára. A negyvenhat fős osztályban másodikként diplomázott 1829-ben. Híressé vált osztálytársa volt Joseph E. Johnston, aki később szintén belépett Konföderáció seregébe. Leet diplomaosztás után hadnaggyá nevezték ki az amerikai hadsereg műszaki hadtestében.
Szolgálatát Georgia államban, a Pulaski-erőd építésénél kezdte, majd 1831-ben a virginiai Monroe-erődbe került. 1837-ben főhadnaggyá léptették elő, majd Missouri államban szolgált, ahol részt vett a St. Louis-i folyami kikötő építésében, a Mississippi és a Missouri folyók szabályozásában. Századossá léptették elő.
1846 nyarán azt parancsolták neki, hogy keljen útra Mexikóba, mivel háború tört ki az USA és déli szomszédja között Texas hovatartozásáért. Feladatul hadiutak építését kapta. Lelke mélyén, bár mindig feddhetetlen jellemű volt, úgy West Pointban, mint a seregben, nem értett egyet ezzel a háborúval. Úgy gondolta, a két ország békésen is elintézhette volna vitáit. Különösen akkor rendült meg, mikor 1847. március 24-én végignézte Veracruz ágyúzását, ahonnan nem vonták ki a civileket. "A szívem meghasadt a lakókért. A katonákkal nem sokat törődtem, de szörnyű volt az asszonyokra és a gyerekekre gondolni"- írta.
1847 áprilisában a Cerro Gordó-i csata után őrnaggyá léptették elő, utána Contrerasnál, Churubuscónál és Chapultepecnél harcolt. 1852-től a West Point katonai akadémia igazgatója volt.

## Lee az amerikai polgárháborúban
Az amerikai polgárháború kitörése után a Déli Konföderáció hadseregének főparancsnokaként kezdetben sikereket, látványos katonai győzelmeket ért el (első Bull Run-i csata, Hét napos csata, második Bull Run-i csata, Chancellorsville-i csata). A polgárháború kitörésekor Leenek nem akadt méltó ellenfele az északi tábornokok közt, amíg meg nem jelent a hadszíntéren William Tecumseh Sherman és Ulysses S. Grant. Leenek kiváló hadvezéri adottságai voltak, gyorsan és helyesen tudott dönteni, ki tudta használni ellenfele hibáit, s hatékonyan tudta alkalmazni a rendelkezésre álló erőket. Lee kiválóan értett a harcászathoz, hadászati stratégiai elképzelései már szűkösebbek voltak, de egy kiváló stratégiai elképzeléssel előállt 1863-ban, mivel érzékelte, hogy az Amerikai Konföderációs Államok mind a hadra fogható katonákkal, mind anyagiakkal szerényebb mértékben rendelkeznek, ezért a fő hadszínteret Északra akarta áttenni, hogy katonáinak ellátását részben Északon biztosítsa, s Délen javuljon a közhangulat. Ez a stratégiai terv nem került megvalósításra. (Észak területeinek védelmére nagy gondot fordított Abraham Lincoln elnök, aki egyben az északi hadügy főparancsnoka volt.) 
Lee hibája az volt, hogy beosztott tábornoktársainál nem követelte meg saját helyes meglátásainak és parancsainak szigorú betartását. A Gettysburg-i csatánál nem parancsolta meg közvetlenül James Longstreetnek a parancsok mindenáron való végrehajtását. Kiváló hadvezéri képességei ellenére sem tudta megakadályozni a lényegesen erősebb ipari-gazdasági háttérrel, nagyobb tartalékokkal (élőerő, hadianyag, pénz) rendelkező északiak győzelmét a polgárháborúban. Sem katonáinak, sem a déli lakosságnak nem akart további szenvedést okozni, s 1865. április 9-én Appomattox Court House faluban Ulysses S. Grant északi altábornagy és vezénylő tábornok előtt letette a fegyvert. A fegyverletételi egyezmény magában foglalta, hogy az Észak-Virginiai hadsereg minden egyes tagja és tisztje mentes marad mindenféle bántalmazástól, vagy felelősségre vonástól, ameddig tartózkodnak az alkotmány és a törvények megszegésétől. Az egyezményt a két fél vezető tábornokai írtak alá.
Ennek ellenére egyes bosszúért lihegő, hajthatatlan északiak elvitatták Grant és tábornokai jogát a kegyelem gyakorlására, melyet egyedül az elnök birtokolt. Andrew Johnson ezért kegyelmi kérvények benyújtását követelte a Konföderáció vezető beosztású tisztviselőitől és katonai vezetőitől. Lee tehát kegyelemért folyamodott, de külön benyújtott kérvényének két példányát soha nem iktatták egybe, így adminisztratív okokból egyik sem számított érvényesnek. Leenek végül Jimmy Carter elnök adott kegyelmet az 1970-es években. Állampolgári jogait Gerald Ford elnök állította vissza 1975-ben. Az USA történetének egyik legnagyobb hadvezére volt. 1870-ben, 63 évesen érte a halál.
Sokak körében a mai napig nagy tisztelet övezi, ugyanakkor megítélése meglehetősen ellentmondásos.

## Magánélete
1831-ben házasodott meg, Mary Anna Randolph Custist vette el. Hét gyermekük született: George Washington Custis, William H. Fitzhugh, Robert Edward, Mary, Annie, Agnes és Mildred.

## Emlékezete

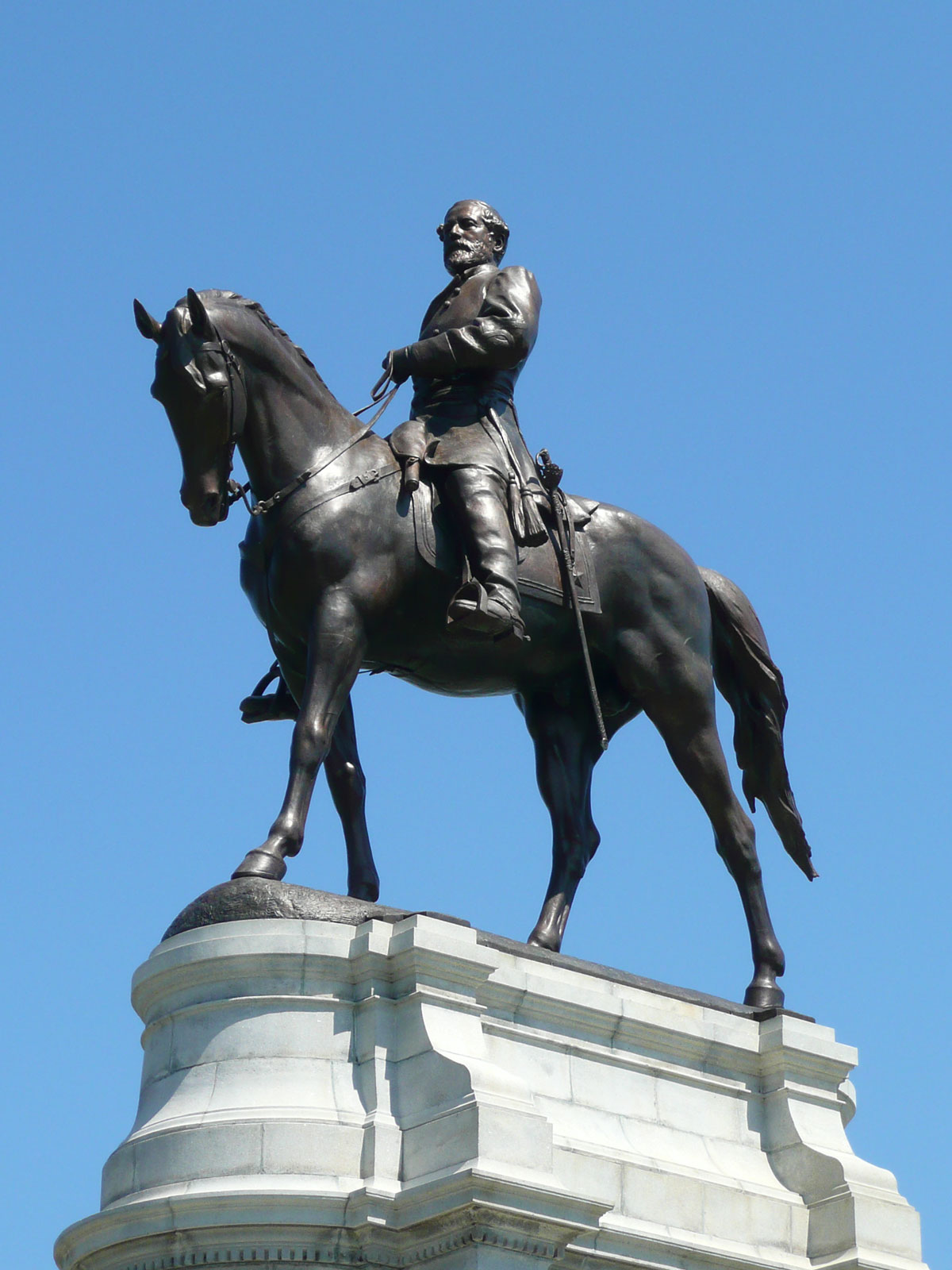
Lee tábornok szobra (1890) a Virginia állambeli Richmondban (a francia Antonin Mercié alkotása)

Az USA déli államaiban – különösen Virginában – számos utca viseli Lee nevét. Országszerte több közintézményt is elneveztek Leeről. A 2010-es évektől kezdve aztán fokozatosan megváltozott a tábornok megítélése, és ezzel párhuzamosan több róla elnevezett utcát és intézményt is átneveztek, illetve esetenként deklarálták, hogy az érintett intézmény nem Robert E. Leeről, hanem egy másik Lee nevű személyről van elnevezve.
Az Egyesült Államokban tizenkét Lee megye van, de ezek közül csak nyolcat neveztek el Robert E. Leeről. A georgiai, a virginiai és az illinois-i Lee megye névadója a tábornok édesapja, az iowai Lee megye nevének eredete pedig vitatott.
Születésének évfordulója, január 19. hosszú ideig törvényben rögzített emléknap volt az USA déli államaiban (Alabama, Arkansas, Florida, Georgia, Mississippi, Tennessee, Texas, Virginia). Ez azonban változóban van: Virginia például 2020-ban eltörölte a Lee-Jackson nap nevű állami ünnepet.
Országszerte több helyen is állítottak Robert E. Leenek szobrot, amelyeknek megtartása illetve elmozdítása számos vita tárgya. 2017-ben az ő charlottesville-i szobrának tervezett eltávolítása kapcsán halálos kimenetelű erőszakba torkolló tüntetés, illetve ellentüntetés robbant ki a virginiai városkában. A szobrot végül csak 2021-ben távolították el.
2020-ban, a George Floyd halálát követően kialakult rasszizmusellenes demonstrációk és a felerősödött rasszizmusellenes társadalmi diskurzus nyomán Virginia állam kormányzója elrendelte  richmondi szobrának eltávolítását. A szobrot 2021 szeptemberében, Ralph Northam kormányzó jelenlétében mozdították el a talapzatáról.
Donald Trump volt amerikai elnök 2021-ben meleg szavakkal méltatta Robert E. Leet. Utalva az Egyesült Államok sikertelen afganisztáni háborújára, így fogalmazott:„Bárcsak Robert E. Lee vezényelte volna csapatainkat Afganisztánban! Az a fiaskó teljes és maradéktalan győzelemmel végződött volna már évekkel ezelőtt. Micsoda szégyenbe estünk, mert nincs velünk Robert E. Lee géniusza!”
Egészen másképp ítélte meg a déli hadvezért Frederick Douglass, a 19. századi abolicionista mozgalom vezető figurája, aki Lee halálakor így fogalmazott: „Az újságok tele vannak gyomorforgatóan hízelgő megemlékezésekkel, amikből úgy tűnik, mintha az a katona, aki a legtöbb embert ölte meg, még ha rossz ügyért harcolt is, a legnagyobb keresztény lett volna, akinek kijár a díszhely a mennyországban.” 

## Fordítás
- Ez a szócikk részben vagy egészben  a   Robert E. Lee című angol Wikipédia-szócikk ezen változatának fordításán alapul.  Az eredeti cikk szerkesztőit annak laptörténete sorolja fel. Ez a jelzés csupán a megfogalmazás eredetét és a szerzői jogokat jelzi, nem szolgál a cikkben szereplő információk forrásmegjelöléseként.